# Palacio Venecia
El Palazzo Barbo o Palazzo Venezia es un palacio de Roma situado entre la Piazza Venezia y la Via del Plebiscito, donde tiene su sede el Museo Nacional del Palacio Venezia y, en el número 3 de la plaza homónima, el INASA (Instituto Nacional de Arqueología e Historia del Arte) con la Biblioteca de Arqueología e Historia del Arte.

## Historia
Fue construido entre 1455 y 1467 por encargo del cardenal veneciano Pietro Barbo, que posteriormente se convirtió en papa con el nombre de Paulo II. Se utilizó travertino proveniente del Coliseo y del Teatro de Marcelo.
La paternidad del proyecto del palacio, que constituye uno de los primeros y más importantes edificios civiles de la Roma renacentista, es incierta; para algunos se debe atribuir a Leon Battista Alberti (pese a que fue muy crítico con las obras romanas de la época), para otros a Giuliano da Maiano (que seguramente esculpió el portal principal del palacio), y para otros a Bernardo Rossellino. Sin embargo, la crítica más reciente da más crédito a la atribución a Francesco del Borgo, ya activo en Roma como arquitecto de la corte papal con Nicolás V.
En varias épocas posteriores fue usado, además de como residencia papal, como embajada de la República de Venecia, de donde proviene el nombre del palacio. En 1797 pasó en propiedad a los austriacos, y se convirtió en sede de la embajada austriaca (desde 1867 del imperio austrohúngaro). En 1916 pasó a manos del Estado italiano. El 16 de septiembre de 1929 Mussolini instaló aquí su sede central, en la sala del mapamundi; en los restantes años del fascismo la luz de esta habitación nunca se apagaba, con el significado de que el gobierno nunca descansaba. Desde el balcón de este palacio Mussolini arengaba a la multitud en las ocasiones más importantes, como cuando en 1940 declaró la guerra a Francia y al Reino Unido, decretando de esta manera la entrada de Italia en la Segunda Guerra Mundial.
El Palazzo Venezia alberga actualmente el Museo Nacional del Palacio Venezia, donde entre otras obras se pueden observar esculturas de terracota de Gianlorenzo Bernini, y la biblioteca nacional de arte, que sin embargo actualmente está cerrada. Desde la entrada situada en el actual número 3 de la plaza está el acceso a la Biblioteca de Arqueología e Historia del Arte, punto de referencia a nivel mundial para los estudios de estas disciplinas. La biblioteca ocupa buena parte de la planta baja, las plantas de la primera a la cuarta y toda la llamada Torre della Biscia.

## Descripción

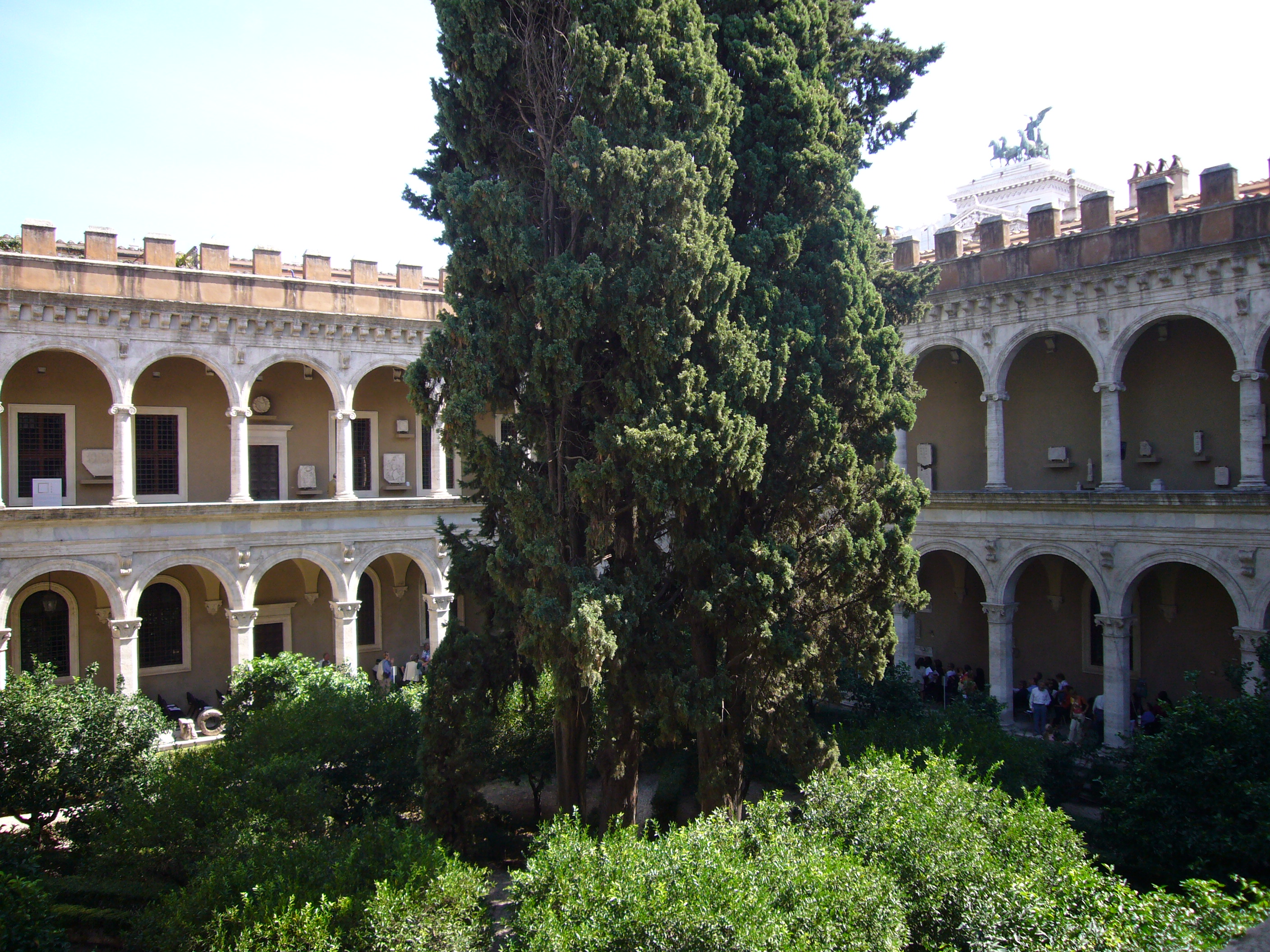
El patio del Palazzetto.

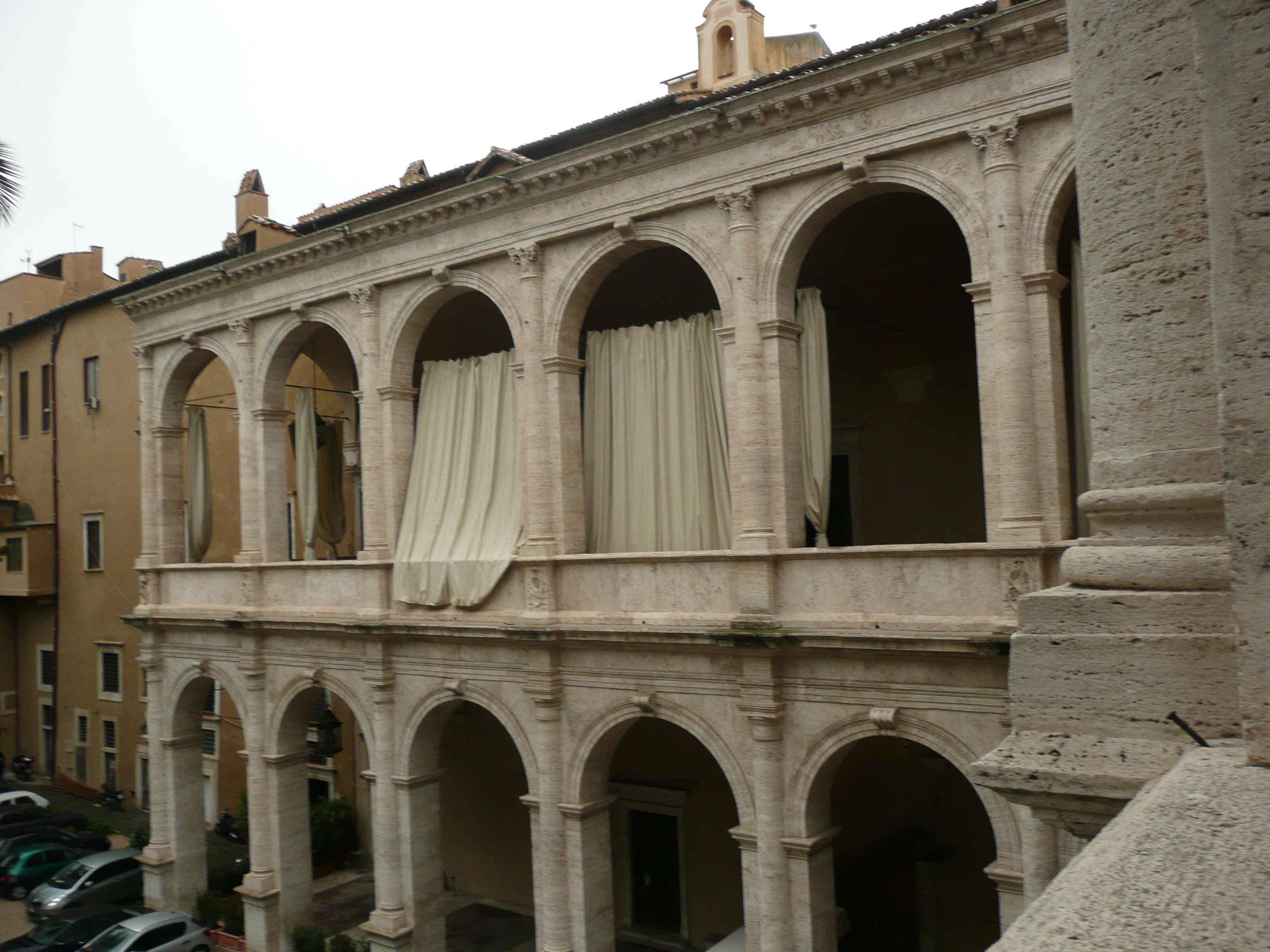
La logia del patio principal.

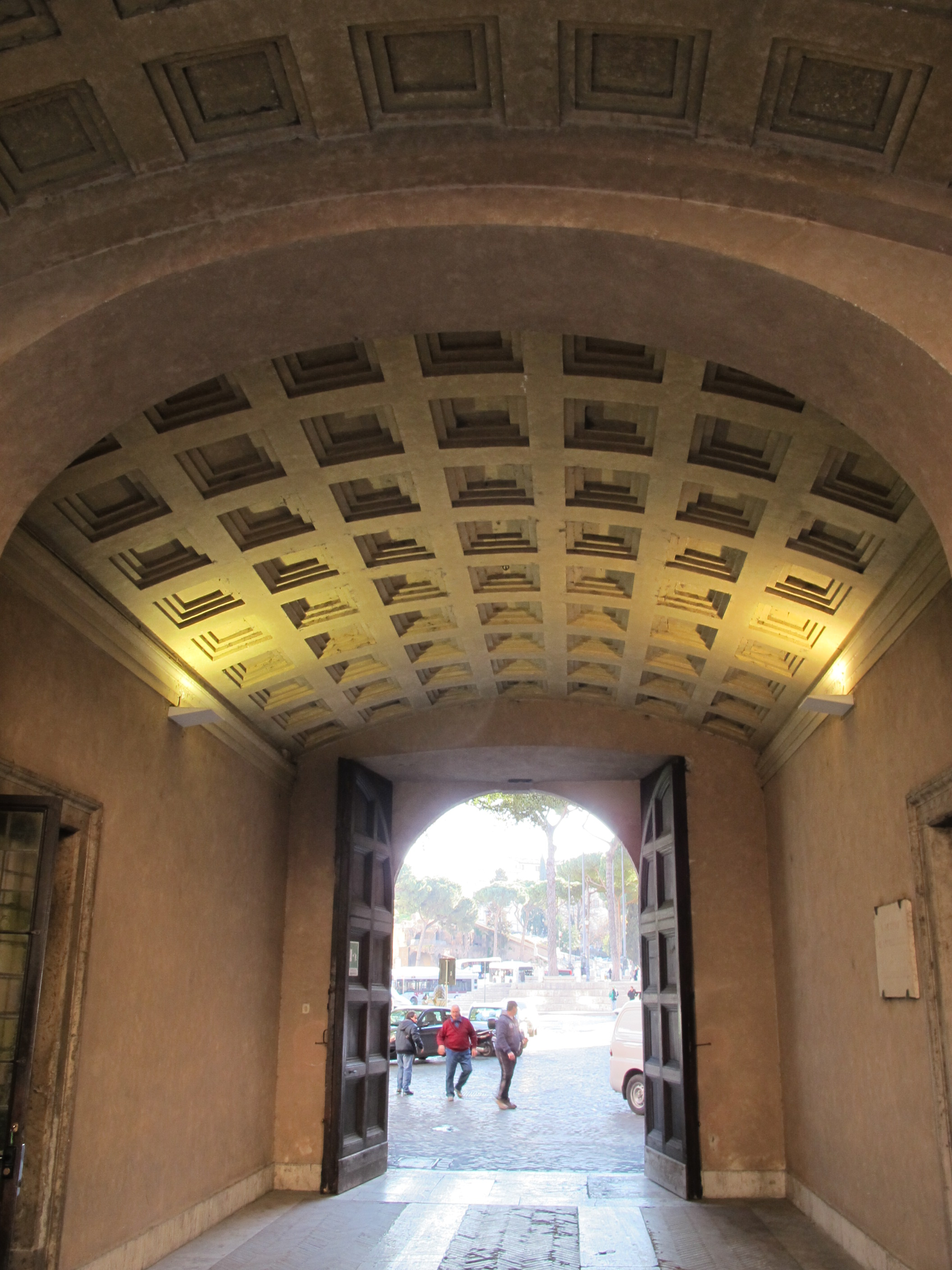
La primera bóveda de hormigón moderna.

El palacio, que se construyó englobando edificios precedentes, estaba articulado esencialmente sobre dos cuerpos: el Palazzetto, que da hacia la Piazza Venezia y la Via San Venanzio, construido a partir de 1455, y el cuerpo principal, de anchura casi doble y rodeado por la plaza, la Via del Plebiscito y la Via degli Astalli. En la esquina hacia la plaza hacía de bisagra entre las dos fachadas la alta Torre della Biscia.
En 1909, en el ámbito del proyecto de remodelación de Piazza Venezia, se decidió la demolición del Palazzetto, que, desmontado de su posición en la esquina sureste del palacio, fue reconstruido adosándolo a su fachada meridional, entre la Piazza San Marco y la Via degli Astalli. La reconstrucción del Palazzetto no fue fiel, ya que se regularizó su planta trapezoidal y se redujo el número de los arcos que daban hacia el patio interior.
El palacio es el ejemplo paradigmático del gusto desarrollado en la arquitectura a principios del renacimiento romano. En el patio del Palazzetto se encuentran elementos tomados de la arquitectura romana, combinados sin embargo sin rigor filológico, dando mayor importancia a la funcionalidad que a la adhesión rígida al modelo. Retoma el modelo del viridarium y se inspira en el Coliseo en los órdenes arquitectónicos y en la cornisa con el friso a ménsulas. Sin embargo, la anchura de los arcos está reducida, para no hacerlos parecer demasiado imponentes respecto a los espacios que rodean. En el patio hubo además un intento de solución al problema de la conformación de la esquina: las delgadas columnas están sustituidas por robustos pilares; el elemento angular está formado así por un pilar con forma de «L».
En el palacio propiamente dicho (construido a partir de 1466) se produjo una recuperación más fiel de los modelos antiguos, que demuestra una gradual comprensión más profunda. El vestíbulo con la bóveda a casetones registra el primer ejemplo de uso en la arquitectura moderna del vertido de hormigón a la antigua, sobre encofrados, tomado del Panteón o de la basílica de Majencio. La logia del patio principal retoma de manera fiel el esquema del exterior del Coliseo o del Teatro de Marcelo, con órdenes superpuestos y semicolumnas adosadas sobre los pilares entre los arcos.